# Belén Macías
Belén Macías Pérez, Tarragona (1970) es una directora y guionista de cine y televisión española.

## Trayectoria
Es licenciada en Ciencias de la Información por la Universidad Complutense de Madrid, diplomada por la Real Escuela Superior de Arte Dramático y cursó Guion Cinematográfico en la Escuela de Cine y Televisión de San Antonio de los Baños (Cuba).
Trabaja como guionista en varias series y programas de televisión. Dirige teatro (El Balcón de Jean Genet, El Monje, La Boda y El Aniversario de Antón Chejov, La Cantante Calva de Ionesco...) En el año 2000 rodó el cortometraje El puzzle y al año siguiente el corto Mala espina (2001), que reciben más de setenta premios nacionales e internacionales, además de nominaciones como el Goya al mejor cortometraje. 
La doncella (2002) es un segmento audiovisual perteneciente al filme colectivo Diminutos del calvario. 
Como directora trabaja en las series Un lugar en el mundo, para Antena 3; La Señora; 14 de Abril, la República, Víctor Ros y  Fugitiva para TVE y Netflix. Hospital Central y El don de Alba para Tele 5. Madres, amor y vida para Mediaset y Amazon.
Dirige las películas de TV La Atlántida, El monstruo del pozo y Juegos de Familia para la Forta.
Dirige las miniseries Historias Robadas y La Princesa de Éboli para Antena 3.
En 2008 debutó en el largometraje con El patio de mi cárcel (2008), donde un grupo de presas encabezado por Verónica Echegui forma en los años 80 un grupo de teatro para huir de la terrible realidad que conlleva la falta de libertad. La ópera prima fue producida por El Deseo, de los hermanos Almodóvar, con Candela Peña y Blanca Portillo. La película fue especialmente bien acogida en la sección oficial del Festival de cine de San Sebastián. Obtuvo varios premios nacionales e internacionales y estuvo nominada a 4 premios Goya.
En 2014 estrenó Marsella, una película que narra reencuentro de una niña con su madre biológica (María León) y el viaje que emprenden hacia Francia en busca de su padre, junto a su madre de acogida (Goya Toledo). La película obtuvo varios premios y dos nominaciones a los premios Goya.
Actualmente se encuentra en la postproducción de su siguiente largometraje Verano en rojo.
Belén Macías es miembro de la asociación de mujeres cineastas CIMA.

## Filmografía
CORTOMETRAJES
- El puzzle (2000)
- Mala espina (2001)
- Diminutos del calvario (2002)

LARGOMETRAJES 
- El patio de mi cárcel (2008)
- Marsella (2014) Largometraje
- Verano en rojo (2023) Largometraje

TELEVISIÓN
- Un lugar en el mundo (2003) Serie
- La Atlántida (2005) Película
- El monstruo del pozo (2007) Película
- Hospital Central (2008) Serie
- La Señora (2009) Serie
- La princesa de Éboli (2010) Serie
- 14 de abril. La República (2011) Serie
- El don de Alba (2012) Serie
- Historias robadas (2012) Película
- Juegos de familia (2016) Película
- Víctor Ros (2016) Serie
- Fugitiva (2018) Serie
- Madres, amor y Vida (2021-2022) Serie

## Premios y distinciones
Festival Internacional de Cine de San Sebastián